# United States Coast Pilot
United States Coast Pilot est une publication de navigation américaine en neuf volumes distribuée annuellement par le Bureau of Coast Survey, qui fait partie du Service océanique national de la National Oceanic and Atmospheric Administration. Le but de la publication est de compléter les cartes nautiques des eaux des États-Unis.

## Contenu
Chaque volume du United States Coast Pilot contient des sections détaillées sur les considérations opérationnelles locales et les règlements de navigation, avec des chapitres ultérieurs qui contiennent des explications détaillées sur la navigation côtière; une annexe fournit des informations sur l'obtention de renseignements météorologiques supplémentaires, les services de communications et d'autres données. Un index et des tables supplémentaires complètent le volume.
L'information provient de relevés sur le terrain, de navires océanographique et de diverses autorités portuaires. Les fonctionnaires des administrations maritimes et les associations de pilotage fournissent des renseignements supplémentaires. Chaque volume de Coast Pilot est mis à jour régulièrement à l'aide de l'Avis aux navigateurs hebdomadaire du gouvernement des États-Unis.
Les volumes du Coast Pilot fournissent des renseignements plus détaillés que la publication en plusieurs volumes produite par la National Geospatial-Intelligence Agency, car les Instructions nautiques sont destinées exclusivement aux navigateurs océaniques.

## Histoire
Diverses cartes marines et divers livres de pilotage pour les eaux nord-américaines ont été publiés en Angleterre à partir de 1671, mais le premier livre publié en Amérique du Nord sur les instructions nautiques, les cartes et d'autres renseignements destinés aux navigateurs naviguant dans les eaux nord-américaines fut le American Coast Pilot, produit pour la première fois par Edmund M. Blunt à Newburyport, Massachusetts, en 1796. En 1833, le fils de Blunt Edmund E. Blunt a accepté un emploi auprès du United States Coast Survey, ce qui a amorcé une relation entre la famille Blunt et le Coast Survey, dans le cadre de laquelle le Coast Survey a fourni des données hydrographiques aux Blunts en vue de leur intégration au American Coast Pilot et les Blunts ont vendu les cartes du Survey, tandis que les Blunts ont servi d'alliés influents du Survey en défendant le Survey contre ses détracteurs et en faisant du lobbying pour le financement des efforts du Survey.
En plus de fournir des renseignements aux Blunts pour publication dans l'American Coast Pilot et des cartes marines à vendre, le Coast Survey s'est appuyé exclusivement sur des articles publiés dans les journaux locaux pour fournir ses renseignements aux navigateurs. Cette situation a commencé à changer en 1858, lorsque George Davidson du Coast Survey a adapté un article publié dans un journal de San Francisco (Californie) en un addenda au Rapport annuel du surintendant du Coast Survey de cette année-là. C'était la première fois que le Coast Survey publiait un guide du marin, quel qu'il soit, en dehors d'un journal ou de l'American Coast Pilot des Blunts, et il est considéré rétrospectivement comme le premier exemple de ce qui allait devenir plus tard le Coast Pilot des États-Unis.
Vingt et une éditions de l'American Coast Pilot avaient été publiées au moment où George W. Blunt vendit le droit d'auteur de la publication au gouvernement américain en 1867. Bien qu' à ce moment-là, le American Coast Pilot consistait déjà presque entièrement en de l'information publique produite par le Coast Survey de toute façon, l'opération a confié pour la première fois la responsabilité de la production régulière de la publication au Coast Survey. La publication a existé sous divers noms jusqu'en 1888, date à laquelle le nom United States Coast Pilot a été adopté pour les volumes couvrant la navigation le long de la côte est des États-Unis et de la côte du golfe du Mexique. Trente ans plus tard, le nom a également commencé à s'appliquer aux volumes couvrant la côte ouest des États-Unis et le territoire de l'Alaska.
Le Coast Survey, connu depuis 1878 sous le nom de United States Coast and Geodetic Survey, continua de publier le Coast Pilot jusqu'à ce qu'il fusionne avec d'autres agences gouvernementales américaines pour former la National Oceanic and Atmospheric Administration (NOAA) le 3 octobre 1970. Le Bureau des levés côtiers du National Ocean Service de la NOAA les a publiés depuis lors.